# 고랭지채소전국협의회
고랭지채소전국협의회는 자조금의 조성 및 운영 등을 통한 고랭지 채소의 자율적 수급조절 및 판매촉진 도모 목적으로 2002년 4월 29일 설립된 대한민국 농림축산식품부 소관의 사단법인이다. 사무실은 서울특별시 중구 충정로 1가 75에 있다.

## 주요 사업
- 자조금의 조성과 협의회의 운영사업
  - 판매 및 소비촉진을 위한 홍보사업
  - 판로확대 및 신규시장개척을 위한 국내외 시장조사
  - 생산 및 수확후 관리기술, 수급조절, 유통개선을 위하여 회원에게 실시하는 교육사업
  - 유통협역, 유통명령 이행을 위한 사업 등
  - 출하조절 등 수급안정을 위하여 필요한 사업
- 고랭지채소산업 발전을 위한 활동수행 등